# Liszkowo (Grande-Pologne)
Pour les articles homonymes, voir Liszkowo.
Liszkowo (prononciation : [liʂˈkɔvɔ]) est un village polonais de la gmina de Łobżenica dans le powiat de Piła de la voïvodie de Grande-Pologne dans le centre-ouest de la Pologne.
Il se situe à environ 7 kilomètres au sud-est de Łobżenica (siège de la gmina), 40 kilomètres à l'est de Piła (siège du powiat), et à 96 kilomètres au nord de Poznań (capitale de la Grande-Pologne).

## Histoire
De 1975 à 1998, le village faisait partie du territoire de la voïvodie de Piła.
Depuis 1999, Liszkowo est situé dans la voïvodie de Grande-Pologne.
Le village possède une population de 581 habitants en 2012.